# Kunst Museum Panbo
Kunst Museum Panbo är ett privatägt konstmuseum i Åbenrå, som har en större samling av målningar, främst skapade under den danska guldåldern, men även andra 1800-talsmålningar av danska konstnärer.

## Historia
Museet bygger på den samling som föreståndaren Christian Panbo byggde upp fram till invigningen. Museet öppnade den 30 mars 2018. Samlingens tyngdpunkt ligger på dansk konst från 1800-talet, särskilt Christoffer Wilhelm Eckersberg, som föddes nära Åbenrå 1783. Det finns också verk av Skagenmålare, som Michael Ancher och P.S. Krøyer. Även några målningar av Danmarks tidigare drottning Margrethe II finns i museet.